# Tyska brinken

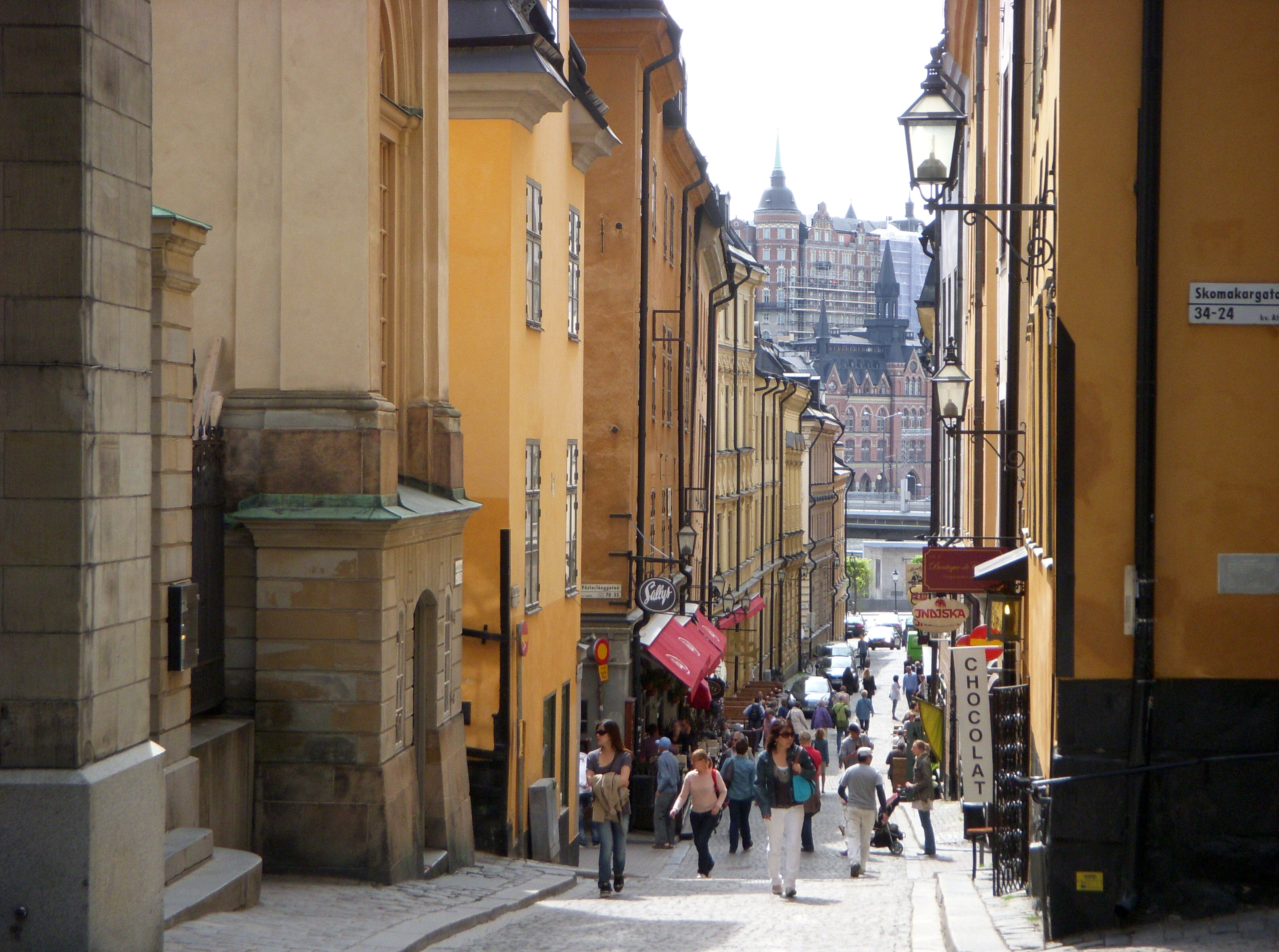
Tyska brinken mot sydväst, till vänster skymtar Tyska kyrkan och till höger huset där värdshuset Förgyllda Lejonet låg. I bakgrunden syns Münchenbryggeriets byggnad på Söder Mälarstrand på Södermalm i Stockholm.

Tyska brinken är en gata i Gamla stan i Stockholm. Tidigare namn var Vattubrinken (1454) och Skomakarbrinken.

## Beskrivning
Tyska brinken har sitt nuvarande namn efter Tyska kyrkan. I början på 1600-talet var gatans namn Tyska Kyrkobrinken. "Brink" betyder "brant backe" och Tyska brinken har även en kraftig stigning från Mälartorget upp till Tyska kyrkan. Gatan börjar där Kindstugatan slutar, i höjd med Tyska kyrkan och går ner till Mälartorget. 
På 1700-talet fick brinken väster om Stora Nygatan namnet Jockum Bryggares gränd, efter den tyskfödde bryggaråldermannen Jochum Ahlstedt (död 1680). Från år 1880 ingick detta gatuavsnitt i Tyska brinken.

## Byggnader
- Tyska brinken 13, här ligger Tyska kyrkan.
- Tyska brinken 20 och 22 var från början tre hus som byggdes ihop 1789. Skarvarna döljs av blindfönster. Huset är i rokokostil och har rundade hörn.
- Tyska brinken 24 uppfördes av  murarmästaren Hans Ferster på 1630-talet. Här låg värdshuset Förgyllda Lejonet.